# Kapelica Uskrsnuća u Bruxellesu
Chapelle de la Résurrection (nizozemski: Verrijzenis-Kapel,, hrv. Kapelica Uskrsnuća) katolička je crkva s ekumenskim usmjerenjem smještena u europskom središtu Bruxellesa. Zgrada, na temeljima koji sežu u 15. stoljeće, nalazila se prvotno u središtu grada i u okviru urbanističke obnove 1907. dobiva svoj sadašnji položaj. U jesen 2001. – nakon obnove zgrade i pastoralnoga plana – kapelica dobiva svoje aktualno ime Kapelica Uskrsnuća Gospodnjega, a program koji se u njoj održava ima snažan ekumenski karakter. 

## Povijest
Zgrada koja počiva na prijašnjima građevinama i u 18. je stoljeću temeljito obnovljena izvorno je bila smještena na području današnjega središnjeg željezničkoga kolodvora. U okviru novoga građevinskog i prometnoga plana unutrašnjosti Bruxellesa premještena je u ulicu Vanmaerlant u Etterbeeku. Kapelica je pritom smještena uz samostan Sestara od vječnoga klanjanja (Dames de l’adoration perpetuelles). Građevni kompleks ostao je izvana jednak, iako prenamijenjen. Sestre su 1999. prodale samostan; u glavnoj se zgradi danas nalazi centar za posjete i knjižnica Europske komisije, a kapelicu je otkupila belgijska međunarodna udruga koju su osnovali zaposlenici europskih institucija kako bi zadržali ovo mjesto molitve. Darovima i prilozima katoličkih biskupskih konferencija Europe (COMECE), Konferencije europskih crkava (CEC), Isusovačkoga reda i brojnih zaklada kapelica je 1999. – 2000. u potpunosti obnovljena i pregrađena. Dana 25. rujna 2001. novi je crkveni prostor posvetio tadašnji nadbiskup Bruxellesa, kardinal Godfried Danneels.

## Zgrada
Neorenesansno pročelje i vanjski izgled kapelice ostali su pri obnovi uvelike nepromijenjeni, dok je unutrašnjost potpuno izmijenjena i iznova uređena prema planovima arhitekta Marionexa. Danas zgrada kapelice, unatoč vanjskom izgledu, ima četiri kata. Ulazi se kroz predvorje (u prizemlju) koje služi kao prostor za prijam, priredbe i izložbe. U podzemnom dijelu nalazi se kripta sa svetohraništem, rezervirana za molitvu u tišini i klanjanje. Pozlaćeni križ djelo je kipara Philippea Denisa.
Središnji liturgijski prostor danas se nalazi na katu i do njega se dolazi po stepenicama ili dizalom. Za razliku od redovitih katoličkih crkva u tom prostoru nema svetohraništa kako bi bio što prikladniji za što veći broj kršćanskih zajednica – osobito reformiranih konfesija. Budući da taj dio kapelice više nema svoju izvornu visinu ugrađeni su novi prozori, djelo bečkoga umjetnika Thomasa Reinholda. Prozori na zidovima prikazuju: Stvaranje, Utjelovljenje, Gorući grm i Silazak Duha Svetoga, a prednji prozor na pročelju ocrtava Uskrsnuće. Na malom koru s lijeve strane kapelica ima orgulje iz radionice Etiennea Debaisieuexa; instrument je poklonila Njemačka Evanđeoska Crkva (Evangelische Kirche Deutschlands). Na drugom katu poviše nalaze se uredi i dvorana (izvana se ne vide).

## Pastoralni nacrt
Kapelica Uskrsnuća nije župna crkva. Zahvaljujući svojem posebnom položaju usred uredske i poslovne četvrti i neposrednoj blizini europskih institucija (Vijeće Europske unije, Europski parlament, Europska komisija itd.) kapelica služi kao mjesto susreta, duhovnoga razgovora i molitve uz radno mjesto. Otvorena je radnim danima i nudi raznorodne liturgijske programe u skladu s radnim vremenom i raznim kršćanskim konfesijama. Kapelicu vodi pastoralna radna skupina sastavljena od redovnika, vjerskih služenika raznih denominacija i laika dragovoljaca. Osim redovite jutarnje molitve (u radne dane) održavaju se katolička, evanđeosko-luteranska i pravoslavna bogoslužja – najčešće u podne – na raznim jezicima, ponajviše na engleskom i francuskom.

## Vanjske poveznice
- Chapelle pour l'Europe (fr.)(engl.)